# Mosty (Kosakowo)
Mosty (deutsch Brück) ist ein Dorf in der Landgemeinde Kosakowo (Kossakau) im Powiat Pucki (Putzig) der polnischen Woiwodschaft Pommern. 

## Geographische Lage
Die Ortschaft liegt im ehemaligen Westpreußen, in der Nähe der Zatoka Pucka (Putziger Wiek), etwa neun Kilometer östlich der Stadt Wejherowo (Neustadt in Westpreußen).
Nach dem Dorf Brück wurde das große Brücksche Bruch (poln. Mostowe Błota) benannt, das von dem Fluss Sagorsz durchflossen wird, der im 19. Jahrhundert entlang der Teilstrecke zwischen dem Dorf Kasimir (Kazmierz) bis zu seiner Mündung in der Nähe des Dorfs Brück in die Putziger Wiek kanalisiert war.

## Geschichte

Brück in der Nähe der Putziger Wiek, nördlich von Danzig und östlich der Städte Neustadt in Westpreußen und Rheda auf einer Landkarte von 1910.

Ältere Namen des vor 1945 Brück genannten Bauerndorfs sind Most, Moscz und Mosty; 1238 heißt der Ort Mosci. 
Laut einer Urkunde vom 23. April 1224 erhielt das Kloster Oliva das Dorf Most von dem pommerellischen Herzog Swantopolk II. geschenkt, was dieser am 9. August 1235 bestätigte. Am 25. November 1289 bestätigte Herzog Mestwin II. dem Kloster Oliva den Besitz von Mosci. Noch 1663 gehörte Mostz dem Kloster Oliva.
Most gehörte zu den sieben Herrenhöfen, von denen aus das Kloster Oliva seine ausgebreiteten Güter verwaltete; von Most aus wurden das Sogorsz-Tal und die dort für das Kloster betriebenen Mühlen überwacht.
Administrativ gehörten die Güter des Klosters Oliva zum Burgbezirk Danzig, der 1309 in den Besitz des Deutschordensstaats gekommen war. 1440 schloss sich Danzig dem gegen den Deutschen Orden opponierenden Preußischen Bund an und 1466 freiwillig dem autonomen, unter der Schirmherrschaft der polnischen Krone stehenden Preußen Königlichen Anteils.
Im Jahr 1490 kam es zu Streitigkeiten zwischen Dorfbewohnern von Brück und dem Kloster Oliva wegen angeblicher Verletzung von Fischereirechten; bewaffnete Mönche entführten zwei Fischer des Dorfs.
Durch die Erste Teilung Polen-Litauens 1772 kam das Gebiet um Putzig und Neustadt zum Königreich Preußen. Brück wurde Sitz eines Domänenamts. Im Jahr 1785 wird Brück als ein königliches Dorf und Vorwerk mit einer Mühle und dem Sitz des Domänenamts beschrieben, das elf Feuerstellen (Haushaltungen) aufweist. Im Jahr 1798 lieferte in Brück ein dort betriebener Eisenhammer Stahl- und Eisenwaren im Wert von 2.975 Reichstalern. 1802 wurden im Amt Brück Bauern von Hand- und Spanndiensten befreit.
Bis 1919 gehörte Brück zum Landkreis Putzig im Regierungsbezirk Danzig der Provinz Westpreußen des Deutschen Reichs. 
Nach dem Ersten Weltkrieg musste die Region mit Wirkung vom 20. Januar 1920 aufgrund der Bestimmungen des Versailler Vertrags zum Zweck der Einrichtung des Polnischen Korridors an Polen zurückgegeben werden. Durch den Überfall auf Polen 1939 kam der Korridor mit Brück völkerrechtswidrig zum Reichsgebiet und gehörte bis 1945 zum Reichsgau Danzig-Westpreußen.
Nach dem Zweiten Weltkrieg besetzte im Frühjahr 1945 die Rote Armee die Region. In der darauf folgenden Zeit wurden deutsche Dorfbewohner von der örtlichen polnischen Verwaltungsbehörde aus Brück vertrieben.

## Bevölkerungsentwicklung
| Jahr | Einwohner | Anmerkungen                                        |
| ---- | --------- | -------------------------------------------------- |
| 1871 | 202       | davon 77 in der Landgemeinde und 125 im Gutsbezirk |
| 1885 | 195       | [ 16 ]                                             |
| 1905 | 172       | [ 17 ]                                             |